# Axel W. Bauer
Pour les articles homonymes, voir Bauer.
Axel W. Bauer (né le 6 avril 1955 à Karlsruhe) est un historien médical allemand, philosophe des sciences et éthicien médical.

## Biographie
Diplômé du lycée Bismarck de Karlsruhe (de) (1974), Axel Bauer étudie la médecine à l'Université de Fribourg de 1974 à 1980. La même année, il y est après avoir soutenu sa thèse sur Schwerhörigkeit und Hörgerät. Eine Studie über die Ausführung stereophoner Hörgeräteversorgung in der Freiburger HNO-Klinik und ihre Ergebnisse pour son doctorat. En 1981, il devient assistant universitaire de Heinrich Schipperges (de) à l'Institut d'histoire de la médecine de l'Université de Heidelberg. En 1986, Axel Bauer est habilité à la Faculté de médecine des sciences naturelles de l'Université de Heidelberg avec sa thèse d'habilitation Pathologie auf den Versammlungen deutscher Naturforscher und Ärzte von 1822 bis 1872. Die Krankheitslehre auf dem Weg zur naturwissenschaftlichen Morphologie et devient maître de conférences pour l'histoire de la médecine. De 1986 à 1989, il est représentant de la chaire C4 d'histoire de la médecine à l'Université de Heidelberg. De 1987 à 1989, il est directeur par intérim de l'Institut d'histoire de la médecine.
De 1989 à 1995, Bauer est chargé de cours à la faculté de médecine de l'Université de Heidelberg, depuis 1992, il est également professeur auxiliaire. En 2002, sa licence d' enseignement est étendue aux domaines de l'histoire, de la théorie et de l'éthique de la médecine. De 1987 à 2004, il est chargé de cours à temps partiel en histoire de la médecine à la faculté de médecine clinique de Mannheim à l'Université de Heidelberg. Depuis 2004, Bauer est professeur d'histoire, de théorie et d'éthique de la médecine à la Faculté de médecine de Mannheim de l'Université de Heidelberg (Université de médecine de Mannheim (de)) et chef de ce département.
Bauer est membre du Conseil d'éthique allemand (de) de 2008 à 2012. Une réélection, pour laquelle le groupe parlementaire AfD l'a proposé, échoue lors du vote au Bundestag le 23 avril 2020. 

## Adhésions
- De 2004 à 2010 : Membre fondateur et président du Comité d'éthique clinique (de) du Centre médical universitaire de Mannheim
- De 2001 à 2005 : Membre du Conseil consultatif scientifique sur la biotechnologie et le génie génétique du groupe parlementaire CDU/CSU au Bundestag
- De 2008 à 2012 : Membre du Conseil d'éthique allemand.
- Depuis 2013 : Membre personnel du Centre Heinrich Lanz (HLZ) pour la santé numérique de la Faculté de médecine de Mannheim de l'Université de Heidelberg.
- Depuis 2016 : Membre des Chrétiens démocrates pour la vie (de) (CDL)
- Depuis 2017 : membre du comité de rédaction du Zeitschrift für Lebensrecht (ZfL)
- Depuis 2019 : Membre de l'Académie européenne des sciences et des arts
- Depuis 2019 : membre du Comité d'éthique II de l'Université de Heidelberg pour la Faculté de médecine de Mannheim

## Recherches
Les recherches médico-historiques de Bauer portent sur l'histoire de la pathologie et de l'anatomie pathologique, l'institutionnalisation des disciplines médicales aux XIXe et XXe siècles et développement de la médecine scientifique aux XIXe et XXe siècles. De plus, il effectue des recherches et enseigne dans les domaines de la philosophie des sciences en médecine ainsi que de l'éthique médicale et de la bioéthique. Ici, Axel Bauer s'intéresse principalement à la recherche sur les cellules souches embryonnaires humaines, au diagnostic préimplantatoire, au thème de l'euthanasie et du suicide assisté, et aux questions éthiques dans le diagnostic et le traitement du cancer.
En médecine et en bioéthique, Bauer représente des positions majoritairement conservatrices, tant en ce qui concerne la protection de la vie humaine précoce qu'en ce qui concerne ce qu'on appelle l'euthanasie. Bauer argumente rationnellement en termes de philosophie et d'éthique juridique, mais compte tenu du trilemme de Munchausen, il doute que les déclarations morales ne puissent finalement être justifiées en termes métaphysiques. En métaéthique, Bauer, à la suite de John R. Searle et Rafael Ferber (de), considère que les faits moraux doivent être scientifiquement reconstruits comme des institutions sociales (faits institutionnels) et non comme des entités objectivement données (faits brutaux).
En tant que philosophe des sciences, Bauer est particulièrement connu pour avoir formulé quatre axiomes d'acquisition systématique de connaissances en médecine, selon lesquels la médecine conventionnelle et la médecine alternative utilisent différentes formes d'acquisition de connaissances qui ne sont en principe pas compatibles entre elles. Bauer lui-même est du côté de la médecine scientifique fondée sur des preuves dans cette controverse.

## Publications (sélection)

### monographies
- Die Krankheitslehre auf dem Weg zur naturwissenschaftlichen Morphologie. Pathologie auf den Versammlungen Deutscher Naturforscher und Ärzte von 1822–1872 (= Schriftenreihe zur Geschichte der Versammlungen Deutscher Naturforscher und Ärzte. Bd. 5). WVG, Stuttgart 1989.
- Theorie der Medizin. Dialoge zwischen Grundlagenfächern und Klinik. Barth, Heidelberg/Leipzig 1995.
- Medizinische Ethik am Beginn des 21. Jahrhunderts. Theoretische Konzepte, Klinische Probleme, Ärztliches Handeln. Barth, Heidelberg/Leipzig 1998.
- als Hrsg. mit Reinhold Haux, Wolfgang Eich, Wolfgang Herzog (de), Johann Caspar Rüegg, Jürgen Windeler (de): Wissenschaftlichkeit in der Medizin, 2: Physiologie und Psychosomatik. Versuche einer Annäherung. Frankfurt am Main 1998.
- mit Christel Weiß: Promotion. Thieme, Stuttgart/New York 2001; 4. Auflage 2015.
- Vom Nothaus zum Mannheimer Universitätsklinikum. Krankenversorgung, Lehre und Forschung im medizinhistorischen Rückblick. Regionalkultur, Ubstadt-Weiher 2002.
- mit Anthony D. Ho: „Nicht blos künstlich in einem Spitale“. Zweihundert Jahre Medizinische Universitäts-Poliklinik Heidelberg und ihr Weg von der Stadtpraxis bis zur Blutstammzelltransplantation. Heidelberg 2005; 2. Auflage 2016.
- als Hrsg. mit Grietje Beck: Anästhesie am Mannheimer Universitätsklinikum 1952–2009. Von den ersten Narkoseärztinnen bis zur Klinik für Anästhesiologie und Operative Intensivmedizin. Mannheim 2009.
- Normative Entgrenzung. Themen und Dilemmata der Medizin- und Bioethik in Deutschland. Springer VS, Wiesbaden 2017.
- als Hrsg. mit Ralf-Dieter Hofheinz und Jochen S. Utikal: Ethical Challenges in Cancer Diagnosis and Therapy. Springer Nature Switzerland AG, Cham 2021.

### Articles dans des anthologies et revues spécialisées
- Bemerkungen zur Verwendung des Terminus ‘Anthropologie’ in der Medizin der Neuzeit (16.–19. Jahrhundert). In: Eduard Seidler (Hrsg.): Medizinische Anthropologie. Beiträge für eine Theoretische Pathologie. Berlin/Heidelberg/New York/Tokyo 1984 (= Veröffentlichungen aus der Forschungsstelle für Theoretische Pathologie der Heidelberger Akademie der Wissenschaften.) S. 32–55.
- Georg Franck von Franckenau. Repräsentant einer empirischen Heilkunde im Zeitalter des Barock. In: Wilhelm Doerr (de) (Hrsg.): Semper Apertus. Sechshundert Jahre Ruprecht-Karls-Universität Heidelberg 1386–1986. Festschrift in sechs Bänden. Band 1: Mittelalter und frühe Neuzeit (1386–1803). Berlin/Heidelberg/New York/Tokyo 1985, S. 440–462.
- Axiome des systematischen Erkenntnisgewinns in der Medizin. In: Der Internist (de). Bd. 38 (1997), S. 299–306.
- Der Körper als Marionette? Georg Ernst Stahl und das Wagnis einer psychosomatischen Medizin. In: Dietrich von Engelhardt, Alfred Gierer (Hrsg.): Georg Ernst Stahl (1659–1734) in wissenschaftshistorischer Sicht. Leopoldina-Meeting am 29. und 30. Oktober 1998 in Halle (S.). In: Acta historica Leopoldina. Nr. 30, Halle (Saale) 2000, S. 81–95.
- Streitfall Anatomie und Öffentlichkeit. In: Franz Josef Wetz und Brigitte Tag (Hrsg.): Schöne Neue Körperwelten. Der Streit um die Ausstellung. Klett-Cotta, Stuttgart 2001, S. 171–203.
- Plastinate und ihre Präsentation im Museum – eine wissenschaftstheoretische und bioethische Retrospektive auf ein Medienereignis. In: Institut für Plastination (Hrsg.): Körperwelten. Die Faszination des Echten. 11. Auflage. Heidelberg 2001, S. 216–229.
- Gesunder Leib und kranker Körper. Das sich wandelnde Bild vom Menschen in der Geschichte der Medizin und sein Beitrag zur Philosophie der Biowissenschaften. In: Giovanni Maio (de), Volker Roelcke (de) (Hrsg.): Medizin und Kultur. Ärztliches Denken und Handeln im Dialog zwischen Natur- und Geisteswissenschaften. Festschrift Dietrich von Engelhardt. Stuttgart/New York 2001, S. 77–95.
- Der Mensch als Produkt der Gene und die Unantastbarkeit seiner Würde. In: Deutsche Richterzeitung (de). Bd. 80 (2002), Heft 5, S. 163–169.
- Die Medizin im Renaissance-Humanismus auf dem Weg von der mittelalterlichen Personalautorität zur neuzeitlichen Sachautorität am Beispiel von Botanik, Anatomie und Chirurgie. In: Dominik Groß (de), Monika Reininger (Hrsg.): Medizin in Geschichte, Philologie und Ethnologie. Festschrift für Gundolf Keil. Königshausen & Neumann, Würzburg 2003  (ISBN 3-8260-2176-2), S. 11–25.
- Innere Medizin, Neurologie und Dermatologie. In: Wolfgang U. Eckart, Volker Sellin, Eike Wolgast (Hrsgg.): Die Universität Heidelberg im Nationalsozialismus. Heidelberg 2006, S. 719–810.
- Die Pathographie Wolfgang Amadé Mozarts. Möglichkeiten und Probleme einer retrospektiven Diagnostik. In: Würzburger medizinhistorische Mitteilungen. Bd. 25 (2006), S. 153–173.
- Metaphern. Bildersprache und Selbstverständnis der Medizin. In: Der Anaesthesist (de). Bd. 55 (2006), S. 1307–1314.
- Das Klinische Ethik-Komitee (KEK) im Spannungsfeld zwischen Krankenhaus-Zertifizierung, Moralpragmatik und wissenschaftlichem Anspruch. In: Wiener Medizinische Wochenschrift (de). Bd. 157 (2007), S. 201–209.
- Gesundheit als normatives Konzept in medizintheoretischer und medizinhistorischer Perspektive. In: Ilona Biendarra, Marc Weeren (Hrsgg.): Gesundheit –Gesundheiten? Eine Orientierungshilfe. Würzburg 2009, S. 31–57.
- Was ist der Mensch? Antwortversuche der medizinischen Anthropologie. (Überarbeitete Version des Eröffnungsvortrags zur Tagung „Was ist der Mensch? Wie der medizinische Fortschritt das Menschenbild verändert“ der Evangelischen Akademie Baden in Bad Herrenalb vom 11. November 2011.) In: Fachprosaforschung – Grenzüberschreitungen 8/9, 2012/2013  (ISBN 978-3-86888-077-9), S. 437–453.
- Todes Helfer. Warum der Staat mit dem neuen Paragraphen 217 StGB die Mitwirkung am Suizid fördern will. Edition Sonderwege bei Manuscriptum, Waltrop/Leipzig 2013  (ISBN 978-3-937801-78-0) (zusammen mit Texten von Andreas Krause Landt (de) und Reinhold Schneider (de) zum Thema Sterbehilfe bzw. Selbstmord), S. 93–169.
- Vor 50 Jahren. Wie das Medizinstudium in Mannheim begann. In: Fachprosaforschung – Grenzüberschreitungen. Bd. 10 (2014), S. 145–163.
- „Social Freezing“. Nachwuchsplanung als (fremd-)gesteuerte Manipulation der Biografie. In: Katholische Bildung. Bd. 116 (2015), H. 3, S. 103–118.
- Die erste Bluttransfusion beim Menschen durch Jean-Baptiste Denis im Jahre 1667 aus medizinhistorischer Perspektive. In: Transfusionsmedizin 8 (2018), S. 33–39.
- mit Céline Schlager: Ethischer Diskurs, politische Debatte und mediale Inszenierung im zeitlichen Kontext der Gesetzgebung zum assistierten Suizid (§ 217 StGB) in Deutschland. In: Zeitschrift für Lebensrecht 27 (2018), S. 60–68.
- Karl Landsteiner: Entdecker der Blutgruppen in Wien – Nobelpreisträger in New York. In: Transfusionsmedizin 8 (2018), S. 164–169.
- mit Laurens Paul Winkelmeier: Das 2013 gescheiterte deutsche Gesetzgebungsverfahren zum assistierten Suizid. In: Imago Hominis 25 (2018), S. 205–214.
- mit Yvonne Spranz: Pathologie der Lebertumoren in Virchows Archiv (de) zwischen 1900 und 1930: Innovation oder Stagnation in der Krebsforschung? In: Ingo Wirth (Hrsg.): Virchow-Forschung als Lebensaufgabe. Festschrift zum 80. Geburtstag von Christian Andree. Hildesheim, Zürich, New York 2018, S. 3–25.
- Normative Entgrenzungsprozesse am Beginn des menschlichen Lebens. In: Hermes Andreas Kick und Manfred Oeming (Hrsg.): Grenzen und Entgrenzung. Ethische Orientierung in einer destabilisierten Welt. Berlin 2019, S. 29–41.
- mit Jila Hosseini: Wer definiert den Tod des Menschen? Die Richtlinien der Bundesärztekammer zur Feststellung des Hirntodes von 1982 bis 2015. In: Rainer Beckmann, Gunnar Duttge, Klaus Ferdinand Gärditz et al. (Hrsg.): Gedächtnisschrift für Herbert Tröndle. Berlin 2019, S. 849–864.
- mit Anabel Voth: Social Freezing aus medizinethischer Perspektive. In: Zeitschrift für medizinische Ethik 66 (2020), S. 85–98.
- Autonomie als medizinethischer Zentralbegriff der 1990er Jahre und ihre Verwandlung zum Mantra entgrenzter Biopolitik. In: Johannes Hattler und Johann Christian Koecke (Hrsg.): Biopolitische Neubestimmung des Menschen. Menschenwürde und Autonomie. Wiesbaden 2020, S. 11–30  (ISBN 978-3-658-28942-3)
- Euthanasia and Assisted Suicide: Realization or Abandonment of Self-Determination? In: Axel W. Bauer, Ralf-Dieter Hofheinz und Jochen S. Utikal (Hrsg.): Ethical Challenges in Cancer Diagnosis and Therapy. Springer Nature Switzerland AG, Cham 2021, S. 219–232.
- mit Tomke Kühl: Corona-Pandemie: Wissenschaft zwischen Expertise, Politikberatung und Lobbyismus. In: Imago Hominis 28 (2021), S. 205–218.
- Selbsttötung, Sterbehilfe, Tötung auf Verlangen: der 'gute Tod' am Lebensende? In: Christoph Böhr und Markus Rothhaar (Hrsg.): Anthropologie und Ethik der Biomedizin. Grundlagen und Leitfragen. Springer VS, Wiesbaden 2021, S. 211–227.
- Percy Lane Oliver (1878–1944) und die Gründung des ersten Blutspenderdienstes in England im Jahr 1921. In: Transfusionsmedizin 12 (2022), S. 62–66.
- mit Florian M. Dienerowitz und Svetlana Hetjens: Gründe für den Schwangerschaftskonflikt in Deutschland – ein Untersuchungsansatz. In: Geburtshilfe und Frauenheilkunde 82 (2022), S. 689–692.
- mit Theresa Fischer: Warum gibt es den Deutschen Ethikrat? Zur Entwicklung der institutionalisierten Politikberatung. In: Zeitschrift für medizinische Ethik 68 (2022), S. 353–366.